# Weltfinanzkrise/Regionaler Verlauf
Regionaler Verlauf der Weltfinanzkrise

## Europa

### Europäische Union
Infolge der Finanzkrise ab 2007 verstießen im Dezember 2008 fünf Mitgliedsstaaten gegen den Stabilitäts- und Wachstumspakt, ebenso wie das Vereinigte Königreich. Für die Mitgliedsstaaten Litauen, Lettland und Frankreich wird 2009 ebenfalls mit dem Überschreiten des Maastricht-Kriteriums der Neuverschuldung von 3 Prozent ihres Bruttoinlandproduktes gerechnet. Ähnliches erwartet Deutschlands Finanzminister, der mit einer Staatsverschuldung von 4 % rechnet. Die Prognosen der EU sehen für die EU/Eurozone für 2009 im Wirtschaftswachstum ein Minus von durchschnittlich 4 %, für 2010 von 0,1 %.
Die Europäische Zentralbank senkte zum 12. November 2008 den Leitzins um 0,5 Prozentpunkte auf 3,25 %, am 4. Dezember auf 2,5 %, am 15. Januar 2009 auf 2,0 %, am 2. April 2009 von 1,5 % auf 1,25 % und am 7. Mai 2009 auf 1,0 %.
EZB-Präsident Trichet verkündete am 7. Mai neben der Zinssenkung auch einige „unkonventionelle“ geldpolitische Maßnahmen: So wird die EZB ab dem 23. Juni den Geschäftsbanken Tender mit einer Laufzeit von zwölf Monaten (statt bisher maximal sechs) anbieten. Zudem stellte Trichet den Kauf von gedeckten Schuldverschreibungen (etwa Pfandbriefe), die in Euro denominiert sind, über 60 Mrd. EUR in Aussicht. Details dazu würden nach der Ratssitzung am 4. Juni veröffentlicht. Die Europäische Investitionsbank (EIB) werde ab dem 8. Juli als Gegenpartei bei Refinanzierungsgeschäften mit der EZB zugelassen. Damit solle diese in die Lage versetzt werden, sich leichter zu finanzieren, um so europäische Unternehmen besser mit Krediten versorgen zu können. Trichet unterstrich, dies sei keine „quantitative Lockerung“, sondern eher ein „credit easing“; alle Entscheidungen seien im EZB-Rat einstimmig gefallen.
Insgesamt genehmigte die Europäische Union von Oktober 2008 bis Mitte Juli 2009 staatliche Garantien für bedrohte Banken im Umfang von 2,9 Billionen Euro (ohne Staatsgarantien, die bereits in Anspruch genommen wurden), das waren 31,2 % der damaligen Wirtschaftsleistung aller 27 Mitgliedsstaaten. Die höchsten Stützungen gemessen am Bruttonationalprodukt hatten dabei Dänemark (259,4 %) und Irland (231,8 %). Österreich lag mit 32,8 % knapp über, Deutschland mit 24,4 % unter dem EU-27-Durchschnitt.

#### Benelux
Am 28. September 2008 wurde bekannt, dass die Regierungen der Benelux-Staaten – Belgien, Luxemburg und die Niederlande – den Finanzdienstleister Fortis mit 11,2 Milliarden Euro stützen. Zwei Tage später griff die belgische Regierung zusammen mit Luxemburg und Frankreich erneut ein, um die drohende Schieflage von Dexia mit einer Kapitalerhöhung von 6,4 Milliarden Euro zu verhindern. Im Februar 2009 musste Dexia einen Verlust von rund 3,3 Milliarden Euro für 2008 melden. Im Dezember 2009 verkaufte die Dexia ihre Lebensversicherungsparte „Dexia Epargne Pension“ an die BNP Paribas. Als Folge der Finanzkrise gab Dexia am 10. Oktober 2011 ihre Aufspaltung bekannt, gleichzeitig wurden 95 Milliarden Euro an riskanten Wertpapieren in eine Bad Bank ausgelagert. Belgien, Luxemburg und Frankreich gaben im Zuge der Auflösung eine Staatsgarantie in Höhe von 90 Milliarden Euro.
Nach ernsten finanziellen Problemen im Jahr 2008 wurde die belgische Großbank KBC Group mit 7 Milliarden Euro von Belgien und der flämischen Regierung gerettet.
Am 3. Oktober 2008 übernahm die niederländische Regierung (Kabinett Balkenende IV) für weitere 16,8 Milliarden Euro die restlichen 100 Prozent der niederländischen Bank- und Versicherungsaktivitäten von Fortis einschließlich des Anteils an ABN AMRO, nachdem zahlreiche Großkunden ihr Geld trotz der ersten Rettungsmaßnahme abgezogen hatten und die Fortis-Gruppe im Geschäftsjahr 2008 einen Verlust von zirka 22 Milliarden Euro angehäuft hatte. Die französische BNP Paribas übernahm am 6. Oktober 2008 75 Prozent des belgisch-luxemburgischen Teils der Fortis-Gruppe für 14,5 Milliarden Euro.
Am 19. Oktober 2008 musste die ING Groep ebenfalls Staatshilfen im Volumen von 10 Milliarden Euro in Anspruch nehmen; diese wurden von der Niederländischen Regierung zur Verfügung gestellt. Zusätzlich übernahm die Niederlande 80 % des Immobilienkreditportfolios der ING im Gesamtwert von 28 Milliarden Euro.
Der niederländische Ministerpräsident Balkenende gab am 13. Oktober 2008 bekannt, „eine beachtliche Summe“ zu investieren, „mit der das Vertrauen in das Finanzsystem gestärkt und der Geldfluss wieder belebt werden soll“. Die niederländische Regierung wolle eine Bürgschaft bis zu 200 Milliarden Euro übernehmen, die für Kredite der Banken untereinander vorgesehen sind. Der niederländische Staat investierte im Jahr 2008 etwa 85,4 Milliarden Euro zur Stabilisierung des Finanzsystems.
Im Februar 2013 wurde das niederländische Finanzunternehmen SNS Reaal wegen Systemrelevanz für 3,7 Milliarden Euro verstaatlicht. Es war bereits 2008 vom Staat gestützt worden.

#### Dänemark
Die Dänische Nationalbank änderte ihren Diskontsatz für die Dänische Krone von 4,5 % auf 0,75 % (Januar 2010).

#### Deutschland

##### 2007
Die Subprime-Krise in den Vereinigten Staaten und der Liquiditätsengpass des Marktes mit forderungsbesicherten Wertpapieren brachten im Jahre 2007 die IKB Deutsche Industriebank und Sachsen LB in existenzbedrohende Krisen, da sie ihre angekauften Forderungen nicht mehr im Geldmarkt refinanzieren konnten. Die BayernLB und WestLB mussten wegen fehlender Marktwerte Milliardenbelastungen verbuchen. Nach Angaben der Deutschen Bundesbank verfügten die „Finanziellen Kapitalgesellschaften“ 2007 insgesamt über ein Geldvermögen von 9.387,4 Milliarden Euro, dem Verbindlichkeiten in Höhe von 9.267,7 Milliarden Euro gegenüberstanden, so dass ein Nettogeldvermögen (Geldvermögen abzüglich Verbindlichkeiten) von 119,8 Milliarden Euro verblieb. Dabei hatten die „Monetären Finanzinstitute“ (Kreditinstitute, Bausparkassen, Geldmarktfonds) ein Nettogeldvermögen von 226,3 Milliarden Euro mit einem Geldvermögen insgesamt von 6.686,5 Milliarden Euro, während „Sonstige Finanzinstitute“ (z. B. Investmentfonds) und „Versicherungen“ negative Nettogeldvermögen (−29,8 Milliarden Euro und −76,8 Milliarden Euro) aufwiesen.

##### 2008
Auch private deutsche Banken wie die Deutsche Bank mussten Abschreibungen in erheblicher Höhe vornehmen. Der Referenzzinssatz Euribor lag zeitweilig deutlich über den Refinanzierungssätzen der EZB. Die EZB steuerte dem mit einer erhöhten Liquiditätsbereitstellung auf dem Geldmarkt entgegen, indem sie den Banken über kurzfristige Refinanzierungstender bis zu 258 Mrd. € zur Verfügung stellte.
Am 27. Juni 2008 verabschiedete der Deutsche Bundestag das Gesetz zur Begrenzung der mit Finanzinvestitionen verbundenen Risiken. Es regelt die Gestaltung von Kredit- und Sicherungsverträgen und die Abtretung von Kreditforderungen.
Die BaFin untersagte Mitte September 2008 ungedeckte Leerverkäufe von Aktien für elf Unternehmen der Finanzwirtschaft (Deutsche Bank, Commerzbank, Allianz SE, Deutsche Börse, Münchener Rück, Hannover Rück, Hypo Real Estate, AMB Generali, Aareal Bank, Postbank, MLP AG) – zunächst begrenzt bis zum 31. Dezember 2008. Das Verbot der BaFin bezog sich nur auf Leerverkäufe, die nicht durch eine Wertpapierleihe gedeckt sind. Später verlängerte die BaFin diese Maßnahme zunächst bis Ende März 2009 und dann bis Ende Mai 2009.
Ende September 2008 drohte der Hypo Real Estate (HRE) die Insolvenz wegen Refinanzierungsschwierigkeiten der irischen Tochter Depfa am Interbankenmarkt. Zunächst hieß es, für Ausfälle bis 14 Milliarden Euro werde der deutsche Staat zu 40 Prozent und der Bankenverband zu 60 Prozent bürgen. Für weitere 21 Milliarden Euro bürge allein der Staat. Später wurde bekannt, dass die Hypo Real Estate einen größeren Finanzierungsbedarf hatte als zunächst angenommen. Ein Krisengipfel am 5. Oktober 2008 zwischen Bundesregierung und Finanzindustrie führte zu einer Aufstockung des Paketes um weitere 15 Milliarden Euro.
Am 5. Oktober 2008 gaben Bundeskanzlerin Merkel und Finanzminister Steinbrück eine Garantieerklärung für die Spareinlagen in Deutschland ab. Die Garantie gilt für jedes Institut und für jeden Sparer eines Institutes, das Teil der deutschen Einlagensicherung ist.
Am 9. Oktober 2008 gab Steinbrück bekannt, dass der Börsengang der Deutschen Bahn wegen der Unsicherheiten auf den Finanzmärkten verschoben werde.
Der IWF prognostizierte Anfang November 2008 für 2009, dass in Deutschland die Wirtschaftsleistung gemessen am Bruttoinlandsprodukt um preisbereinigt 0,8 Prozent zurückgehen werde. Im Oktober 2008 hatte der Währungsfonds noch für Deutschland eine Veränderungsrate von 0,0 Prozent erwartet. Im Januar 2009 wurde im Jahreswirtschaftsbericht 2009 für 2009 für Deutschland ein Schrumpfen des BIP von 2,25 % prognostiziert.
Das Kabinett Merkel I reagierte auf den Konjunkturabschwung mit einem Konjunkturprogramm und anderen Maßnahmen:
- Am 17. Oktober 2008 wurde mit der Verabschiedung des Finanzmarktstabilisierungsgesetzes (FMStG) ein Fonds des Bundes unter der Bezeichnung „Finanzmarktstabilisierungsfonds“ (FMS) angelegt. Der Fonds wurde ermächtigt, für Schuldtitel und Verbindlichkeiten begünstigter Unternehmen Bürgschaften bis zu einer Gesamthöhe von 400 Milliarden Euro auszusprechen. Von diesen 400 Milliarden Euro wurden vorsorglich 20 Milliarden Euro in den Bundeshaushalt eingestellt. Der Fonds durfte Kredite bis zu einer Höhe von 80 Milliarden Euro aufnehmen, um Beteiligungen an begünstigten Unternehmen (s. u.) zu kaufen und um „problematische Vermögenswerte“ zu übernehmen. Der Haushalt war also unmittelbar mit 100 Milliarden Euro belastet.[40] Die Haushaltsbelastung hätte sich erhöht, wenn von der Garantie in Höhe von 400 Milliarden Euro mehr als 20 Milliarden Euro tatsächlich abgerufen worden wären. Begünstigte Unternehmen im Sinne des Gesetzes waren Kreditinstitute, Finanzdienstleistungsinstitute, Versicherungsunternehmen, Pensionsfonds, Kapitalanlagegesellschaften sowie Betreiber von Wertpapier- und Terminbörsen.[41][42][43][44] Das Bankenrettungspaket wurde am 28. Oktober 2008 von der EU-Kommission genehmigt.[45]

→ Zur Inanspruchnahme des Finanzmarktstabilisierungsfonds siehe ausführlichen Artikel Finanzmarktstabilisierungsfonds.
- Das Bundeskabinett beschloss am 5. November 2008 ein Maßnahmenpaket „Beschäftigungssicherung durch Wachstumsstärkung“.[46]

##### 2009
Am 13. Februar 2009 hat der Deutsche Bundestag das Konjunkturpaket II „Entschlossen in der Krise, stark für den nächsten Aufschwung“ verabschiedet; es wurde am 20. Februar vom Bundesrat gebilligt.
Am 3. April 2009 passierte das Finanzmarktstabilisierungsergänzungsgesetz den Bundesrat, das die Verstaatlichung einer Bank für einen befristeten Zeitraum vorsieht. Am 10. Juli 2009 verabschiedete der Bundesrat das Finanzmarktstabilisierungsfortentwicklungsgesetz, mit dem die Grundlage für die freiwillige Gründung von Bad Banks durch das jeweilig betroffene Kreditinstitut geschaffen wurde. Ebenfalls am 10. Juli 2009 stimmte der Bundesrat dem Gesetz zur Stärkung der Finanzmarkt- und Versicherungsaufsicht Änderungen des Kreditwesengesetz (KWG) und des Versicherungsaufsichtsgesetzes (VAG) zu. Damit soll zukünftig die Bundesanstalt für Finanzdienstleistungsaufsicht (BaFin) folgende zusätzliche Befugnisse zur Regulierung des Marktes erhalten:
- Präventive Befugnisse: Die BaFin soll leichter eine höhere Liquiditätsausstattung der Banken verlangen können.
- Ausschüttungsverbot: Bisher kann eine Gewinnausschüttung erst verboten werden, wenn in Krisenzeiten eine bestimmte Grenze überschritten ist. Deshalb konnte bei Gefahr bisher nicht früh genug eingegriffen werden. In Zukunft soll die BaFin bereits eingreifen können, wenn sich ein Überschreiten der aufsichtsrechtlichen Kennziffern abzeichnet.
- Zahlungsverbot: In Krisenzeiten sollen Zahlungen von in der Bundesrepublik ansässigen Tochterinstituten an das ausländische Mutterhaus verboten werden können. Damit kann dem Tochterunternehmen keine Liquidität entzogen werden, wenn dieses das Kapital dringend selbst benötigt.
- Bessere Informationen für die BaFin: Eine Verschärfung der Informationspflicht für Banken ist geplant. Diese soll auch das Recht beinhalten, die vorgeschriebene Höhe des Eigenkapitals eines Finanzinstituts heraufzusetzen.
- Höhere Anforderungen an Kontrollgremien von Banken und Versicherungen: Ein Abberufen von Mitgliedern von Kontrollgremien soll ermöglicht werden, wenn diese ungeeignet oder unzuverlässig sind. Auch eine Begrenzung der Mandatsanzahl für Geschäftsleitung oder Mitglieder von Kontrollgremien ist nun möglich.

Im Verlaufe des Jahres 2009 zeichnet sich bei der Wirtschaftsentwicklung eine Bodenbildung ab. Das preisbereinigte Bruttoinlandsprodukt ging im ersten Vierteljahr zum davorliegenden Vierteljahr saison- und kalenderbereinigt um 3,5 % zurück, stieg im zweiten um 0,4 % und im dritten um 0,7 %. Die Ursprungswerte (also nicht bereinigt) unterschritten die Werte des jeweiligen Vorjahresquartals im ersten um 6,4 %, im zweiten um 7,0 % und im dritten um 4,7 %.
Ende November 2009 hat das Bundeskabinett beschlossen, dass für Kurzarbeit, die im Jahre 2010 beginnt, bis zu 18 Monate Kurzarbeitergeld gezahlt werden kann. Diese Maßnahme knüpft an ähnliche der beiden Konjunkturpakete I und II an, um die Auswirkungen der Krise auf den Arbeitsmarkt abzuschwächen.
Wegen der noch nicht überwundenen Folgen der „schwersten Finanz- und Wirtschaftskrise seit Bestehen der Bundesrepublik Deutschland“ beschließt die Bundesregierung im Dezember das Wachstumsbeschleunigungsgesetz.
Am 11. Dezember 2009 gründet die Bundesanstalt für Finanzmarktstabilisierung (FMSA) die Erste Abwicklungsanstalt (EAA), die den Zweck hat, Risikopositionen und nicht fortzuführende Geschäftsbereiche der WestLB AG zu übernehmen und langfristig so abzuwickeln, dass das Verlustrisiko möglichst klein bleibt.
Bis 2009 stieg die Staatsverschuldung durch Hilfen an Banken (brutto) um knapp 100 Milliarden Euro.

##### 2012
Der Deutsche Bundestag stimmt im Januar der bis Ende 2012 befristeten Reaktivierung des Finanzmarktstabilisierungsfonds zu. Er kann taumelnden Banken mit Kapitalhilfen bis zu 80 Milliarden Euro und mit Garantien bis zu 420 Milliarden Euro beispringen.

##### 2013
Seit Beginn der Finanzmarktkrise wurde die Staatsverschuldung Deutschlands stark durch Stützungsmaßnahmen zugunsten inländischer Finanzinstitute und für EWU-Staaten ausgeweitet. Die seit 2008 kumulierten Wirkungen der Finanzmarktstützung auf den Schuldenstand beliefen sich auf rund 285 Milliarden Euro bzw. 11 Prozent des Bruttoinlandsprodukts (BIP), wobei hier 2012 ein leichter Rückgang zu verzeichnen war. Im Zusammenhang mit der Staatsschuldenkrise im Euroraum standen rund 65 Milliarden Euro bzw. 2 ½ Prozent des BIP. Der Anstieg der Verschuldung war dabei zum überwiegenden Teil mit einer Zunahme der staatlichen Finanzaktiva wie z. B. Kreditforderungen verbunden. Soweit künftig eine Verwertung der Risikoaktiva gelingt bzw. eine Rückzahlung der Hilfskredite erfolgt, wird laut Deutscher Bundesbank der Schuldenstand sinken.
Die deutsche Staatsschuldenquote relativ zum Bruttoinlandsprodukt (BIP) stieg bis auf 81 Prozent im Jahr 2010 und sank in den folgenden Jahren bis auf 64 Prozent im Jahr 2017.

#### Frankreich
Die französische Regierung hatte auf Weisung des Staatspräsidenten Nicolas Sarkozy ein Hilfspaket von 360 Milliarden Euro verabschiedet, darin sind 320 Milliarden Euro Absicherungsgarantien bis Ende Dezember 2009 für Darlehen ab fünf Jahren Laufzeit zwischen den Banken sowie rund 40 Milliarden Euro Kapital direkt an gefährdete Banken enthalten. Auch eine zwischenzeitliche Verstaatlichung von Banken oder Anteilen an Banken ist möglich.
Als Präsident des Rats der Europäischen Union für das zweite Halbjahr 2008 hatte Sarkozy ferner angeregt, dass die europäischen Mitgliedstaaten ein gemeinsames Hilfspaket auflegen sollten. Seine Initiative wurde jedoch von den anderen europäischen Staaten abgelehnt, zugunsten individueller Hilfsaktionen der betroffenen Länder.

#### Griechenland
Aufgrund eines erheblichen Staatsdefizites von 12,7 Prozent (nach 7,7 Prozent 2008) und einer Staatsverschuldung von 121 Prozent des Bruttoinlandsproduktes kam es Anfang Dezember 2009 zu einer Abstufung des Ratings von A- auf BBB+ Die Finanzkrise im Dezember 2009 führte zu erheblichen Studentenprotesten und einer allgemeinen Krise im Land.
Ende 2018 wird Griechenland keine Leistungen aus Unterstützungsprogrammen beziehen und sich über den Kreditmarkt refinanzieren.

#### Irland
Am 20. September 2008 hatte der irische Finanzminister Brian Joseph Lenihan die Garantien für Einlagen bei irischen Banken von 20.000 auf 100.000 Euro erhöht. Wenige Tage später wurde beschlossen, alle Einlagen bei den sechs größten Banken des Landes (Allied Irish Banks, Bank of Ireland, Anglo Irish Bank, Irish Life and Permanent, Irish Nationwide Building Society und die Educational Building Society) bis September 2010 zu garantieren. Im September 2010 wurde die Garantie bis Dezember 2010 verlängert und im November 2010 bis Juni 2011. Unter Lenithans Nachfolger Michael Noonan erfolgten zwei weitere Verlängerungen bis Dezember 2011 bzw. Juni 2012.
Im Januar 2009 wurde die Anglo Irish Bank von der irischen Regierung verstaatlicht. Die EU-Kommission genehmigte am 26. Juni 2009 eine Finanzspritze Irlands in Höhe von vier Milliarden Euro für die AIB. Im Geschäftsjahr 2009 musste die Anglo Irish Bank einen Verlust von 12,7 Milliarden Euro verkraften und im Jahr darauf schlugen noch einmal 17,7 Milliarden Euro Verlust zu Buche. Als Folge der massiven Verluste wurde am 24. Juni 2013 beschlossen, die Anglo Irish Bank und die Irish Nationwide Building Society abzuwickeln und das gesamte Kreditgeschäft in eine Bad Bank zu verlagern, welche eine Staatsgarantie im Umfang von 30 Milliarden Euro von Irland erhalten hat.
Mit weiteren 3,5 Milliarden Euro wurde die Allied Irish Bank 2009 gestützt. Am 7. Oktober 2010 hat Allied Irish Bank ihren Anteil an M&T für 2,1 Mrd. Dollar verkauft. Trotzdem musste sie im Dezember 2010 mit noch einmal 3,7 Mrd.€ gestützt werden und wird seitdem von Irland kontrolliert.
Die Bank of Ireland hatte im Zuge der Finanzkrise zwischen dem Jahr 2007 und dem 5. März 2009 mit einem Rückgang des Aktienkurses von 99 % zu kämpfen. Am 22. Dezember 2008 gibt die Irische Regierung bekannt, die Bank of Ireland mit 2 Mrd.€ zu unterstützen und sich dafür mit 25 % an der Bank zu beteiligen. Im September 2009 lagert die BofI riskante Kredite im Volumen von 16 Mrd.€ in die landesweite Irische Bad Bank aus, die vom Irischen Staat garantiert wird.

#### Italien
Der italienische Finanzminister Giulio Tremonti erklärte am 13. Oktober 2008, dass die italienische Regierung die Absicht habe, „alles, was nötig ist“ bereitzustellen, um die Banken und das nationale Finanzsystem zu stützen. Staatliche Garantien solle es für Sparereinlagen bis zu einem Zeitraum von 36 Monaten geben. Die italienische Nationalbank will den Banken Refinanzierungsgeschäfte bis zu 40 Milliarden Euro gewähren.
Zahlreichen Banken in Italien setzt (Stand September 2013) die Dauer-Rezession im Land zu. Sie haben viele faule Kredite in ihren Büchern. Bei mindestens zwei Banken ist eine Krise öffentlich bekannt, nämlich bei Monte Paschi und bei der Banca Carige (Genua).
Die italienische Notenbank warf Carige Tricksereien bei der Buchhaltung vor; sie forderte Carige auf, bis Ende Oktober einen neuen Geschäftsplan vorzulegen. Möglicherweise droht Carige die Verstaatlichung. Zu Beginn des Jahres 2019 stellte die Europäische Zentralbank die Banca Carige unter Zwangsverwaltung.

#### Österreich

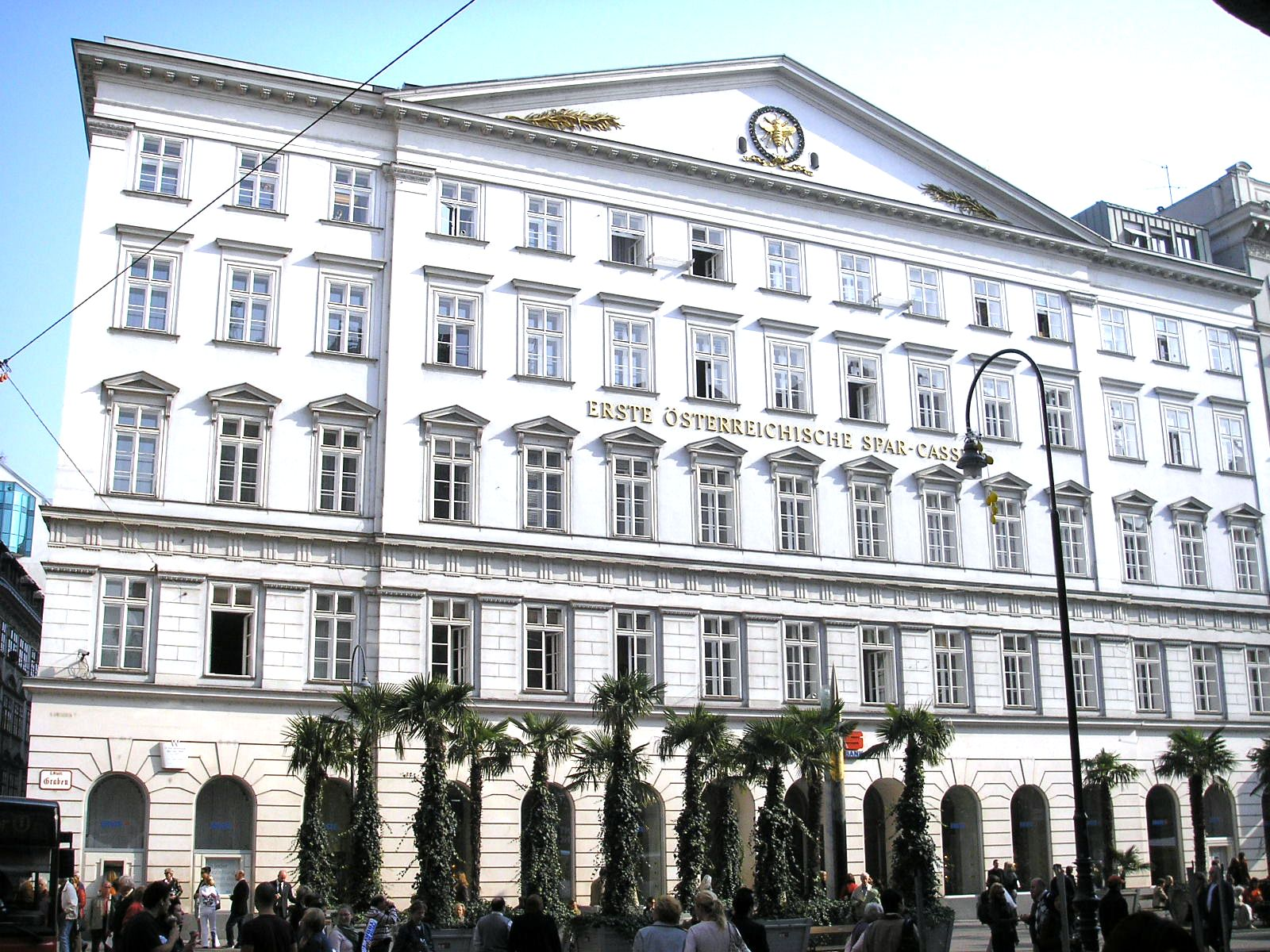
Sitz der größten Bank Österreichs, der Erste Bank, welche im Oktober 2008 als erste Großbank ihr Kapital mit Hilfe der Bundesregierung aufgestockt hat.

Bundeskanzler Alfred Gusenbauer und Finanzminister Wilhelm Molterer bestätigten am 13. Oktober 2008 erneut die staatlichen Garantien für Kredite zwischen Banken mit bis zu 85 Milliarden Euro. Weitere 15 Milliarden Euro Kapital seien für finanziell knappe Banken direkt vorgesehen, der Staat übernehme im Gegenzug als Teilverstaatlichung Anteile an den Instituten, wofür eine ÖIAG-Tochter errichtet werde. Nachdem der ATX an der Wiener Börse in der Woche vor dieser Zusage um 29 % gefallen war, stieg er an jenem Tag wieder um 12,8 %. Dies stellte einen Rekordwert der Börse dar. Nachdem der deutsche Staat bekannt gegeben hatte, Spareinlagen in unbegrenzter Höhe zu garantieren, wurde in Österreich einige Tage später mit einer Befristung bis Ende 2009 das Gleiche beschlossen.
Am 17. Oktober 2008 konnte die Insolvenz der Constantia Privatbank nur durch Übernahme durch fünf große Banken, der UniCredit Bank Austria, der Erste Group Bank, der Raiffeisen Zentralbank Österreich, der Österreichische Volksbanken und der BAWAG P.S.K., um „einen symbolischen Betrag“ von einem Euro abgewendet werden. Der Staat Österreich haftet für 400 Millionen Euro Liquidität, die OeNB bürgt für weitere 50 Millionen Euro. Die Bank geriet durch Probleme mit Immobiliengesellschaften, der Immoeast sowie der Immofinanz, in Schwierigkeiten. Die Rettung der Constantia Privatbank, zur Eröffnung eines Kontos war eine Mindesteinlage von 500.000 Euro notwendig, auf Kosten des Steuerzahlers ist umstritten.
Am 29. Oktober einigten sich die Bundesregierung mit dem Finanzmarktstabilitätsgesetz (FinStaG) auf ein Bankenhilfsprogramm im Wert von 100 Milliarden Euro, wobei 15 Milliarden direkte Kapitalzuschüsse an die Banken gegeben werden können. 85 Milliarden dienen als Ausfallhaftungen. Das Kapital wird über die Finanzmarktbeteiligung Aktiengesellschaft, einem Tochterunternehmen der ÖIAG, vergeben und verwaltet. Der Staat nimmt keinerlei Einfluss auf die Banken. Die Kapitalzuschüsse sind von den Banken mit 8 % zu verzinsen und spätestens nach fünf Jahren zurückzubezahlen.
Am 30. Oktober nahm als erste Großbank die Erste Bank die kurz vorher durch die Bundesregierung ausgehandelte Möglichkeit wahr, ihr Kapital durch Partizipationsscheine im Wert von 2,7 Milliarden Euro aufzustocken. Am 3. November 2008 wurde die Kommunalkredit Austria, achtgrößte Bank in Österreich, um einen symbolischen Kaufpreis von 2 Euro verstaatlicht und so vor dem Zusammenbruch bewahrt. Im Dezember 2008 sagte das Österreichische Finanzministerium zu, dass die zum Konzern der BayernLB gehörende Hypo Group Alpe Adria 900 Mio. Euro an Partizipationskapital aus dem Bankenhilfspaket der Republik Österreich bekommt. Die Kernkapitalquote der Hypo steigt dadurch zum Jahresende 2008 auf 8,4 Prozent.
Aufgrund des intensiven Engagements österreichischer Banken in den mittel- und osteuropäischen Ländern (MOEL) wurde die Bonität Österreichs angezweifelt. So stieg der Zins auf österreichische Staatsanleihen um 95 Basispunkte im Vergleich zum Durchschnitt der vergangenen Jahrzehnte. Statt 25 Basispunkten Aufschlag auf die am besten bewerteten deutschen Staatsanleihen beträgt dieser Aufschlag nun 120 Punkte. Österreichische Staatsanleihen zählen somit, gemessen am Zinssatz, der das von Anlegern eingeschätzte Ausfallsrisiko widerspiegelt, zu den am schlechtesten bewerteten in Westeuropa, gleichauf mit Spanien und Italien, jedoch deutlich hinter Island und Irland. Internationale Ratingagenturen überlegten sogar eine Abwertung der Bonitätseinstufung von Triple-A hinunter, was die Zinsen für österreichische Staatsanleihen weiter erhöht hätte. Moody’s wies „warnend“ darauf hin, dass sich die „Finanzkrise in Osteuropa“ negativ auf „Banken im Westen“ auswirken könnte. Fitch erklärte, dass es die „Verflechtung Österreichs mit Osteuropa mit Besorgnis“ sehe. Die befürchtete Abwertung blieb vorläufig jedoch aus. Am 23. Februar bestätigte Standard & Poor’s ihr Triple-A und kommentierte dies damit, dass davon ausgegangen werde, dass Österreich die derzeitigen Schwierigkeiten werde bewältigen können. Im April prophezeite der US-Starökonom und Nobelpreisträger Paul Krugman aufgrund des Ostengagements Österreich – neben Irland und Island – als vom Staatsbankrott bedroht, eine Einschätzung, die von österreichischen Regierungsvertretern vehement abgelehnt und in Bezug zu Börsensentiment und Spekulation gesehen wurde. Im Mai 2009 entschuldigte sich der IWF seitens seines Chefs Dominique Strauss-Kahn formell bei Österreich für einen „menschlichen, aber unakzeptablen Rechenfehler“, den der IWF in der Einschätzung des Ostmarktes gemacht hatte und der diese ganze Affäre verursachte.
Die österreichischen Maßnahmen – das sind in erster Linie das Konjunkturbelebungspakete I (2008) und II (2009) sowie die Steuerreform 2009, aber auch Maßnahmen der Länder und anderes – haben nach einer Studie des Institut für Wirtschaftsforschung (Wifo) aus dem Juli 2009 gut angesprochen: Die Dämpfung des Konjunktureinbruchs wird mit 2,1 % ermittelt, 2010 dürften kumuliert 41.500 weniger Arbeitslose zu verzeichnen sein als ohne diese. Trotzdem hat im August 2009 die Zahl der gemeldeten Personen ohne Arbeit knapp 300.000 erreicht. Das ist der höchste Wert für August seit Beginn der Zählung 1970, wobei aber diejenigen mitgezählt sind, die eine Vereinbarung über eine Wiedereinstellung (Wiedereinstellungsgarantie) getroffen haben. Hauptanteil an den Maßnahmen hat die Erhöhung der verfügbaren Einkommen von Privathaushalten, primär durch die Senkung der Lohn- und Einkommensteuer, aber auch das Familienpaket, die Absetzbarkeit von Spenden oder die Ökoprämie (Verschrottungsprämie) sowie die Mittelstandsmilliarde für die Klein- und Mittelbetriebe (KMB).

#### Portugal
Am 27. April 2010 wurde Portugal als zweites Euro-Land nach Griechenland von der Rating-Agentur Standard & Poor’s in seiner Kreditwürdigkeit herabgestuft. Damit erhöhen sich die Zinsen, die für neue Staatsanleihen gezahlt werden müssen, was die Haushaltskrise weiter verschärft. 2009 lag das Haushaltsdefizit bei 9,4 % (Deutschland: 3,3 %; Griechenland: 13,6 %), während die Gesamtverschuldung nur bei 77 % des Bruttoinlandsprodukts lag (Deutschland: 73,2 %; Griechenland: 115,1 %). Daraufhin brachen die Börsen in Europa ein, am 27. April verlor der DAX 2,7 % und der EURO STOXX 50 3,7 %. Die portugiesische Regierung versucht mit einem massiven Sparprogramm gegenzusteuern, was von Protesten und Streiks im Land begleitet wird. Nach dem Rücktritt des portugiesischen Ministerpräsidenten José Sócrates am 23. März 2011 infolge einer verlorenen Abstimmung über das Sparpaket der Regierung senkte Standard & Poor’s kurz darauf zweimalig die Bonitätsnote des Landes auf BBB-.

#### Spanien
Die spanische Regierung entschied Ende März 2009 die Sparkasse Caja Castilla-La Mancha mit etwa neun Milliarden Euro zu unterstützen.

#### Vereinigtes Königreich

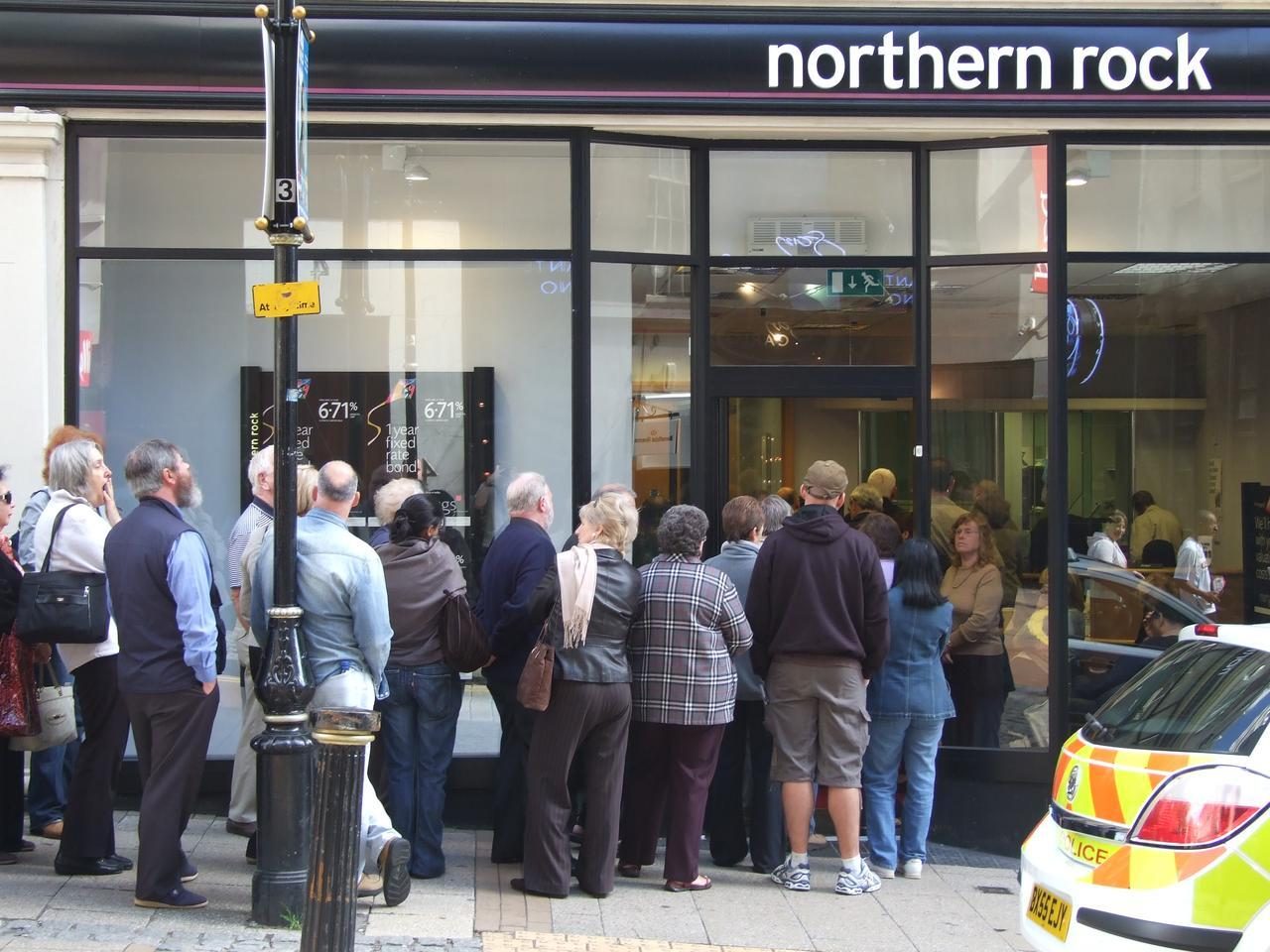
Warteschlange vor der Northern Rock Bank am 15. September 2007 in Birmingham, England

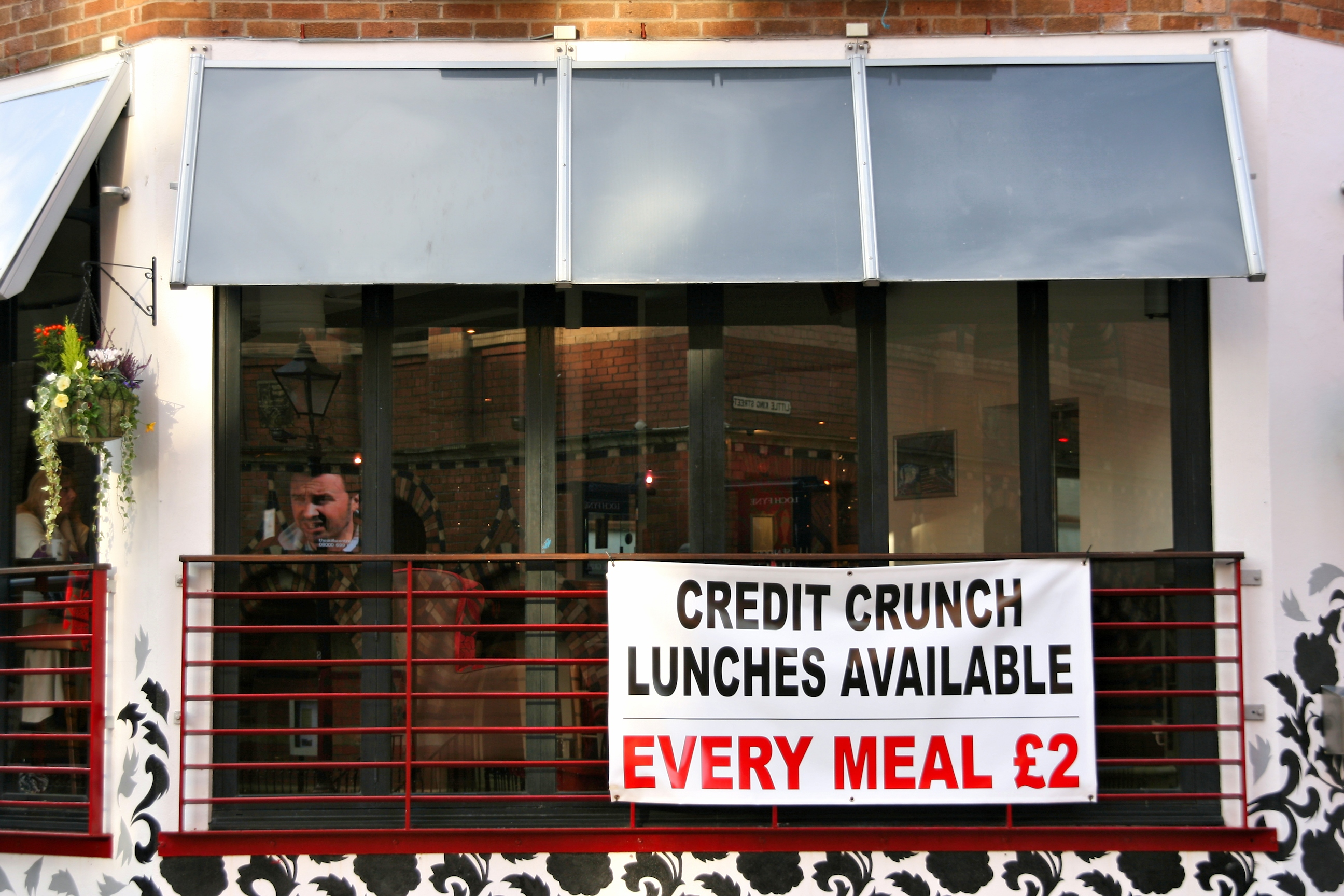
Werbung für günstiges „Credit Crunch Lunch“. Restaurant in Bristol.

Die durch die Subprime-Krise ausgelöste Vertrauenskrise zwischen den Banken führte dazu, dass sich die viertgrößte britische Hypothekenbank Northern Rock nicht mehr bei anderen Banken refinanzieren konnte. Zudem zogen Kunden im September 2007 in wenigen Tagen 3 Milliarden Pfund (4,35 Milliarden Euro) aus dem Geldhaus ab. Die von Großbritannien gewährte staatliche Garantie der Einlagen erzielte nicht die gewünschte Wirkung. Am 18. Februar 2008 gab die britische Regierung die vorübergehende Verstaatlichung von Northern Rock bekannt.
Im September 2008 führte die Krise zudem zum Notverkauf der Großbank HBOS an den Konkurrenten Lloyds TSB, nachdem diese im Sommer nur mit Schwierigkeiten eine Kapitalerhöhung durchgeführt hatte und weitere Verluste angefallen waren.
Am 28. September 2008 wurde bekannt, dass die britische Regierung eine Verstaatlichung des Bankunternehmens Bradford & Bingley durchführt, um Verbindlichkeiten in Höhe von umgerechnet 63 Milliarden Euro zu übernehmen und damit einen Zusammenbruch der Bank zu verhindern. Davon stammen allein 52 Milliarden aus als risikoreich eingeschätzten Hypotheken. Nach der Verstaatlichung sollen das Filialnetz und die Sparkonten der Kunden von der spanischen Banco Santander übernommen werden.
Die britische Regierung stellte Anfang Oktober einen Rettungsplan für den Finanzsektor vor, der sich auf rund 500 Milliarden Pfund (rund 663 Milliarden Euro) belief. Davon sollten 50 Milliarden Pfund als Kapital direkt den angeschlagenen Banken zur Verfügung stehen. Am 13. Oktober wurde bekannt, dass die drei britischen Banken Royal Bank of Scotland (RBS), die HBOS und die Lloyds TSB insgesamt 37 der 50 Milliarden Pfund in Anspruch nehmen werden. Im Januar 2009 erhöhte der britische Staat seinen Anteil an der RBS von 58 auf 70 %.
Die Bank of England senkte wegen ungünstiger wirtschaftlicher Entwicklung am 6. November 2008 den Leitzins um 1,5 Prozentpunkte auf 3,0 % – das niedrigste Niveau seit 1954 – und abermals am 4. Dezember 2008 um weitere 1,0 auf 2,0 % sowie am 8. Januar 2009 erneut um 0,5 auf 1,5 %.
Die EU-Kommission erwartete bis Mitte Januar eine Neuverschuldung von 8 % des Bruttoinlandsprodukts, erhöhte diese Prognose aber am 19. Januar auf knapp 10 %.

#### Ungarn
Der Währungsverfall des ungarischen Forints gegenüber dem Euro begünstigte, dass sich internationale Investoren, welche im Zuge der Öffnung der osteuropäischen Wirtschaft massive Investitionen im Land tätigten, zunehmend aus dem Land zurückzogen. Am 27. Oktober 2008 gab der IWF bekannt, Ungarn mit einem Rettungspaket zu unterstützen, um den sonst unausweichlichen Staatsbankrott Ungarns zu verhindern. Die Europäische Union und die Weltbank beteiligen sich ebenfalls an dem Rettungspaket; insgesamt wurde Ungarn ein Kredit über 20 Milliarden Euro zugesagt.

### Island

Zentrale der Kaupthing Bank, der größten isländischen Bank.

Die isländische Regierung beschloss Ende September 2008 Glitnir, die drittgrößte Bank des Landes, zu verstaatlichen. Ein Anteil von 75 Prozent wurde für umgerechnet 600 Millionen Euro übernommen. Am 6. Oktober 2008 kündigte der isländische Ministerpräsident Geir Haarde ein Notstandsgesetz zur Verstaatlichung der drei großen isländischen Banken an. Betroffen hiervon waren die Kaupthing Bank, Landsbanki und Glitnir. Haarde wollte mit diesen Maßnahmen, nach eigenen Angaben, einen drohenden Staatsbankrott abwenden. Zuvor hatte die Isländische Krone Anfang Oktober 2008 innerhalb einer Woche rund ein Viertel ihres Wertes gegenüber dem Euro verloren. Seit Oktober 2007 war der Kurs um mehr als 70 % gesunken. Am 16. Oktober 2008 gab die Regierung Islands an, eine fällige Anleihe der verstaatlichten Glitnir Bank in Höhe von 750 Millionen US-Dollar nicht zurückzuzahlen, womit Island de facto zahlungsunfähig wurde. Am 30. Oktober hat die isländische Einlagensicherungsbehörde indes den Entschädigungsfall für die Kaupthing Bank festgestellt.

### Russland
Präsident Dmitri Medwedew hatte den russischen Banken Kredite mit einer Laufzeit von mindestens 5 Jahren von bis zu 950 Milliarden Rubel (rund 27 Milliarden Euro) zugesagt, um deren Eigenkapitalbasis zu stärken. Mehrere Gesetze zur Stabilisierung des Finanzsektors wurden erlassen, deren Umfang auf rund 112 Milliarden Euro geschätzt wird. Zusätzlich zu den unmittelbaren Wirkungen der Finanzkrise wird Russland durch einen massiven Kapitalabfluss ins Ausland, der zum Teil auf ein weiter gesunkenes Vertrauen ausländischer Investoren in die russische Wirtschaft zurückzuführen ist, sowie durch den infolge der Finanzkrise stark gefallenen Ölpreis belastet. Russland und seine wirtschaftliche Entwicklung der letzten Jahre sind in hohem Maß vom Öl- und Gasexport abhängig.

### Schweiz
Im Sommer 2007 musste die Schweizer Großbank UBS ihren hauseigenen Hedgefonds Dillon Read Capital Management schließen, der sich mit US-Hypothekenpapieren im Wert von 150 Millionen Franken verspekuliert hatte. Im Juli trennte sich die UBS daraufhin von ihrem Konzernchef Peter Wuffli.
Bis Dezember 2007 musste UBS insgesamt 15 Milliarden Schweizer Franken abschreiben. Zur Stärkung der Eigenkapitalbasis wurden von einem Staatsfonds aus Singapur sowie von einem bisher unbekannten Investor aus dem Nahen Osten insgesamt rund 13 Milliarden Schweizer Franken mittels einer Zwangswandelanleihe aufgebracht. Damit gehört die UBS zu 9 Prozent dem Stadtstaat.
Ende März 2008 mussten weitere 25 Milliarden Franken abgeschrieben werden und am 1. April 2008 gab die UBS bekannt, dass weitere 19 Milliarden Schweizer Franken abgeschrieben werden müssen. Mit beinahe 59 Milliarden Schweizer Franken Abschreibungen wurde die UBS weltweit am stärksten getroffen. Im Zuge der neuerlichen Abschreibungen gab UBS-Präsident Marcel Ospel bekannt, dass er an der nächsten Generalversammlung nicht für eine weitere Amtszeit kandidieren werde.
Daneben mussten weitere Finanzinstitute größere Abschreibungen bekanntgeben:
- Die Credit Suisse musste am 20. Februar 2008 (eine Woche nach der Bekanntgabe von positiven Quartalszahlen) einräumen, ebenfalls mit rund 3 Milliarden US-Dollar im Subprime-Markt engagiert gewesen zu sein.[107]
- Die Swiss Re musste aus Absicherungsgeschäften eine Abschreibung von 1,2 Milliarden Franken bekanntgeben.[108]

Am 16. Oktober 2008 wurde bekannt, dass der Schweizer Staat eine Pflichtwandelanleihe der UBS in Höhe von 6 Milliarden Franken gezeichnet hat und die Schweizerische Nationalbank eine Zweckgesellschaft errichtet hat, in die die UBS nicht handelbare Wertpapiere bis zum Wert von 60 Milliarden US-Dollar auslagern kann, um diese aus ihrer Bilanz zu entfernen und damit die drohende Überschuldung abzuwenden. Dies führte in der Schweiz zu einer intensiven, emotional geführten Debatte über die Ausschüttung von Bonuszahlungen.
Die Schweizerische Nationalbank reduzierte Anfang November 2008, im Rahmen der gemeinsamen Initiative weltweit führender Banken, ihre Schlüsselzinsen für die eigene Finanzwirtschaft um 0,5 Prozentpunkte auf 2,0 Prozent und abermals Anfang Dezember auf 0,08 Prozent (Dreimonats-LIBOR-Zielband: 0,5–1,5 %).

### Ukraine
Die Ukraine ist von der Krise besonders betroffen. Am 13. Oktober 2008 musste die Nationalbank die zwei größten Banken des Landes vor der Pleite retten. Die Prominvest-Bank wurde unter Aufsicht der Behörden gestellt. Für einen Zeitraum von sechs Monaten untersagte die Nationalbank die vorzeitige Auflösung von Sparguthaben, um einen Bankensturm und einen Zusammenbruch des Finanzsystems zu verhindern, nachdem die Ukrainer zuvor innerhalb weniger Tage über 1 Mrd. Sparguthaben von den Konten abgehoben hatten.
Am 16. Oktober 2008 bat die Regierung den Internationalen Währungsfonds um Hilfe. Die Ukraine erhielt zur Abwendung des Staatsbankrotts einen an Auflagen geknüpften Kredit über 16,4 Mrd. US-Dollar, der in drei Tranchen ausgezahlt werden sollte.
Im ersten Halbjahr 2009 brach das BIP im Vergleich zum Vorjahreszeitraum um 18 Prozent ein, die Landeswährung Hrywnja wertete stark ab und die Produktion brach ein. Da etwa die Hälfte aller Kredite Fremdwährungskredite sind, stiegen die Kreditkosten des Landes mit der Abwertung deutlich an. Auch die hohe Abhängigkeit von Energieimporten und die energieintensive Wirtschaft bei gestiegenen Gasimportpreisen verschärften die Krise.
Da die Regierung der Ukraine die Auflagen des Währungsfonds, das Staatsdefizit deutlich zu senken und die inländischen Gaspreise an den Weltmarkt anzupassen, nicht erfüllen wollte, beschloss der IWF die dritte Tranche nicht auszuzahlen.
Russland drohte, die Lieferungen von Erdgas an die Ukraine einzustellen, sollten fällige Rechnungen in Milliardenhöhe nicht fristgerecht beglichen werden.

## Amerika

### USA

#### 2007
Der 9. August 2007 wird als Beginn der Finanzkrise bezeichnet, denn an diesem Tag stiegen die Zinsen für Interbankfinanzkredite sprunghaft an.
Viele Hedgefonds mussten geschlossen und liquidiert werden. Mehrere speziell auf das Subprime-Segment ausgerichtete Hypothekenfinanzierer mussten Gläubigerschutz beantragen. Die großen amerikanischen Investmentbanken verzeichneten Verluste in Milliardenhöhe.
Allein die amerikanische Investmentbank Merrill Lynch musste 8,4 Milliarden Dollar an Abschreibungen verbuchen, überwiegend aufgrund von Neubewertungen von Investmentprodukten, die im Zusammenhang mit Subprimehypothekendarlehen stehen (z. B. Asset Backed Securities wie etwa Collateralized Debt Obligations und Collateralized Mortgage Obligations). Diese Verluste führten zum Rücktritt des Unternehmensvorsitzenden Stanley O’Neal. Auch das Unternehmen Citigroup meldete Milliardenabschreibungen und den damit verbundenen Rücktritt des Unternehmensvorsitzenden Charles Prince.

#### 2008

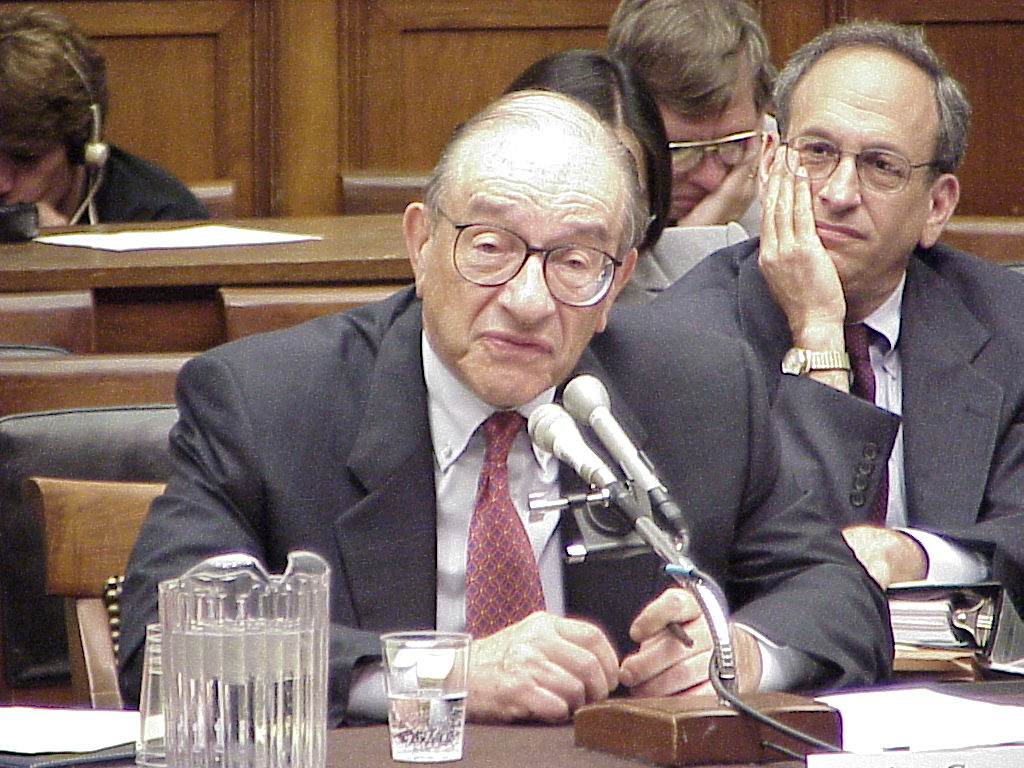
Alan Greenspan bezeichnete die Krise im Oktober 2008 als einen „once in a century credit tsunami“.

Am 22. Januar, 30. Januar und 18. März 2008 senkte die Fed den Hauptzinssatz in Stufen erst von 4,25 % auf 3,50 %, dann auf 3,00 % und schließlich auf 2,25 %, um einer befürchteten Rezession entgegenzuwirken. Aufgrund der Immobilienkrise in den Vereinigten Staaten wurde Countrywide Financial an das US-amerikanische Unternehmen Bank of America verkauft.
Am 16. März unterbreitete JPMorgan Chase & Co. mit Unterstützung der Fed ein Übernahmeangebot für Bear Stearns. Der Übernahmekandidat war durch Liquiditätsprobleme und Gerüchte über diese Probleme in Schieflage geraten.
Im Juli einigten sich US-Senat und Repräsentantenhaus auf die Grundzüge einer umfassenden sogenannten Housing Bill, in der unter anderem auch die Ermächtigung des US-Finanzministeriums untergebracht ist, die Hypothekenbanken Fannie Mae und Freddie Mac im Notfall mit Krediten oder Eigenkapital zu unterstützen. Um dies gegebenenfalls zu finanzieren, wird in dem Gesetz die höchstzulässige Staatsverschuldung der USA um 800 Mrd. US-Dollar auf 10,6 Bio. US-Dollar angehoben. Im selben Monat wurde die IndyMac Bank unter die Kontrolle der Federal Deposit Insurance Corporation (FDIC) gestellt. Die Unsicherheit um die Zahlungsfähigkeit löste einen Bank Run aus, bei dem Anleger innerhalb weniger Tage mehr als 1,3 Milliarden Dollar abgehoben haben. Der Zusammenbruch von IndyMac ist der zweitgrößte Bankencrash in der Geschichte der USA. Am 7. September 2008 übernahm die zuständige Aufsichtsbehörde der US-Bundesregierung Federal Housing Finance Agency (FHFA) die Kontrolle über Fannie Mae und Freddie Mac. Fannie und Freddie haben zusammen Darlehen in Höhe von 5,3 Bio. US-$ vergeben, was fast die Hälfte aller Hypothekenkredite der USA ausmacht.
Am 14. September einigte sich die Investmentbank Merrill Lynch mit der Bank of America: Letztgenannte kaufte die Investmentbank.
Am 15. September musste die viertgrößte US-amerikanische Investmentbank Lehman Brothers Insolvenz anmelden, was laut Sachverständigenrat einen völligen Vertrauensverlust auslöste und zu völligem Austrocknen des Interbankenmarktes führte. Die US-Regierung hatte eine Rettung der Bank und ihrer überwiegend ausländischen Gläubiger abgelehnt. Die offenen Verbindlichkeiten von Lehman Brothers werden auf mehr als 600 Milliarden Dollar geschätzt. Am 16. September erhielt der ebenfalls in eine finanzielle Notlage geratene, größte amerikanische Versicherer AIG von der Fed einen Überbrückungskredit in Höhe von 85 Milliarden US-Dollar und wurde im Gegenzug verstaatlicht: Die US-Regierung übernimmt 79,9 Prozent der AIG-Anteile.
Die Securities and Exchange Commission hat am 19. September 2008 Leerverkäufe von Finanzpapieren „vorübergehend“ „bis sich die Märkte wieder stabilisiert haben“ untersagt. Am 21. September wurde bekannt, dass die Investmentbanken Morgan Stanley und Goldman Sachs sich in normale Geschäftsbanken umwandeln wollen.
US-Finanzminister Henry Paulson schlug einen umstrittenen Rettungsfonds mit einem Volumen von 700 Milliarden US-Dollar zur Bekämpfung der Krise vor. Dies wurde am 29. September noch von 228 Parlamentariern abgelehnt, wodurch der bisher größte absolute Kursverlust an der Wallstreet ausgelöst wurde. Am 3. Oktober wurde die ursprünglich dreiseitige Vorlage als mehr als 400 Seiten starker Gesetzesentwurf („Emergency Economic Stabilization Act of 2008“) neuerlich vorgelegt und mit 263 zu 171 Stimmen angenommen. Am selben Tag wurde bekannt, dass Wachovia für 15,1 Milliarden US-Dollar in Aktien von Wells Fargo übernommen wird.
Der US-Versicherungskonzern American International Group (AIG) erhielt am 8. Oktober von der US-Notenbank eine weitere Kapitalspritze im Umfang von 37,8 Milliarden US-Dollar. Die Fed übernimmt Investmentpapiere von AIG und wird im Gegenzug das Bargeld bereitstellen. Am 21. Oktober 2008 stützte die US-Notenbank Geldmarktfonds mit 540 Milliarden US-Dollar. Die Nachrichtenagentur Bloomberg gab am 12. November 2008 bekannt, gegen die mangelnde Transparenz der Fed bei der Kreditvergabe unter Berufung auf den Freedom of Information Act zu klagen. Zudem habe sich das ursprüngliche Volumen des Rettungspaketes von 700 Milliarden auf 7,7 Billionen US-Dollar erhöht.
Im November 2008 erklärte Ben Bernanke einem Untersuchungskomitee zur Begründung seiner Geldpolitik, dass September und Oktober von den dreizehn größten Banken der USA nur eine nicht gefährdet gewesen sei. Am 23. November gaben das Finanzministerium der Vereinigten Staaten, die Federal Reserve und die FDIC gemeinsam eine Erklärung über einen staatlichen Hilfsplan zur Stabilisierung der Citigroup ab.
Durch das Abkommen soll ein Vermögen von etwa 306 Mrd. US-Dollar durch staatliche Bürgschaften gegen Verluste geschützt werden. Im Gegenzug erhalten das US-Finanzministerium und die FDIC Vorzugsaktien in Höhe von 7 Mrd. US-Dollar. Außerdem wird das Finanzministerium 20 Mrd. US-Dollar aus dem „Troubled Asset Relief Program“ (TARP) des Emergency Economic Stabilization Act in Vorzugsaktien der Citigroup mit einer Dividende von 8 % anlegen. Am 25. November erklärte die Federal Reserve, dass sie bereit sei, während der kommenden Quartale hypothekenunterlegte Wertpapiere, in erster Linie von Fannie Mae und Freddie Mac, in Höhe von bis zu 600 Mrd. US-Dollar aufzukaufen, um den US-Häusermarkt zu beleben. Die Federal Reserve senkt am 16. Dezember 2008 den Leitzins auf null bis ein Viertel Prozent. Die US-Notenbank führt der Wirtschaft auch Liquidität zu, indem sie Wertpapiere aufkauft. Ihre Bilanzsumme ist dadurch von rund 900 Milliarden Dollar im September 2008 auf 2,2 Billionen im Dezember angewachsen. Zuvor am 9. Dezember 2008 war bei der Ausgabe von US-Staatspapieren mit vier Wochen Laufzeit die Nachfrage so groß gewesen, dass die Rendite auf null Prozent absank.
Die Rendite von dreimonatigen Papieren war aufgrund der großen Nachfrage der Anleger erstmals seit 1940 unter null Prozent gesunken.

#### 2009
In einer Rede vom 13. Januar 2009 gab Ben Bernanke, der Vorsitzende der US-Zentralbank Federal Reserve, an, eine Geldpolitik im Sinne eines „credit easing“ im Unterschied zu einer quantitativen Lockerung zu betreiben.
Die US-Regierung gewährt der Bank of America 20 Milliarden Dollar frisches Kapital plus Garantien für bis zu 118 Milliarden Dollar aus problematischen Anlagen. Die Bank hatte im vierten Quartal 2008 einen Verlust von 2,39 Milliarden Dollar (1,8 Milliarden Euro) gehabt, die im September übernommene Investmentbank Merrill Lynch von 15,3 Milliarden Dollar.
Der Senat hat unterdessen die zweite Hälfte des 700 Milliarden Dollar schweren Rettungspakets der Regierung für die Finanzbranche freigegeben. Damit kann das US-Finanzministerium auf die verbliebenen 350 Milliarden Dollar zurückgreifen.
US-Präsident Barack Obama gab am 18. Februar 2009 in dem von der US-Immobilienkrise besonders stark betroffenen Phoenix ein weiteres Hilfspaket für bedrohte Hausbesitzer bekannt. Danach sollen bis zu 9 Millionen Familien mit einem Rettungspaket in Höhe von 75 Milliarden US-Dollar vor der Zwangsversteigerung ihrer Häuser gerettet werden. Außerdem sollen die US-Hypothekenbanken Fannie Mae und Freddie Mac gestärkt werden.
Um die Aufnahme von Hypothekenkrediten zu erleichtern und den Immobilienmarkt zu stützen, beschloss die Federal Reserve, die Bankbilanz weiter auszuweiten, indem für weitere 750 Milliarden US-Dollar Mortgage Backed Securities gekauft wurden, so dass inzwischen von diesen Wertpapieren 1,25 Billionen US-Dollar in diesem Jahr gekauft worden sind. Außerdem wurden von Government-sponsored enterprises inzwischen 2009 für 200 Milliarden US-Dollar Wertpapiere gekauft. Um die Verhältnisse auf den Kapitalmärkten zu verbessern, wurde außerdem beschlossen, in den nächsten sechs Monaten länger laufende Bundesschatzbriefe (treasuries) in Höhe von bis zu 300 Milliarden US-Dollar zu kaufen. Sofort gewannen Staatspapiere erheblich an Wert, der Wert des Dollar fiel gegenüber dem Euro.
Ab 1. April 2009 haben vier kleinere Banken in den USA mit der Rückzahlung ihrer Kapitalhilfen durch das staatliche TARP-Rettungsprogramm (Troubled Asset Relief Program) begonnen, um damit den Staatseinfluss zu reduzieren und die künftig steigenden Zinsen für das Kapital einzusparen. Dabei handelte es sich um die Signature Bank in New York (Rückzahlung von 120 Millionen US-Dollar), die Old National Bancorp in Indiana (100 Millionen US-Dollar), die Iberiabank in Louisiana (90 Millionen US-Dollar) sowie die Bank of Marin Bancorp in Kalifornien (28 Millionen US-Dollar).
Mitte Juni 2009 zahlten mehrere US-Großbanken 66 Milliarden Dollar Staatsbeihilfen zurück: J.P. Morgan Chase (25 Milliarden Dollar), Morgan Stanley (10), Goldman Sachs (10), American Express, Bank of New York Mellon zwischen 1,6 und 6,6 Milliarden Dollar.
Im August 2009 gingen die Regionalbanken Colonial Bank aus dem Bundesstaat Alabama, die Guaranty Bank aus Texas und weitere kleinere Banken insolvent.

#### 2010
Die Horizon Bank aus Bellingham ging am 8. Januar als erste Bank des Jahres pleite. Die Einlagen und Vermögenswerte übernimmt die Washington Federal Savings.

#### 2011
Ein zweites Programm zum Ankauf von Staatsanleihen, auch „Quantitative Easing II“ („QEII“) genannt, wurde vom Offenmarktausschuss der US-Zentralbank am 3. November 2010 eingeleitet und dauerte bis Ende Juni 2011 an.

### Kanada
Im Gegensatz zu den USA war Kanadas Immobilienmarkt und auch die Bankenbranche wenig anfällig. Zudem profitierte das Land noch von den stark gestiegenen Rohstoffpreisen, als in den USA die Anzeichen einer Rezession deutlich erkennbar waren. Da die Exportwirtschaft jedoch stark von der Wirtschaft des südlichen Nachbarn abhängt, sorgte dies, zusammen mit den fallenden Preisen für Öl und andere Rohstoffe, für einen Rückgang der Wirtschaftsleistung. Daher erwartet die Bank of Canada seit Anfang Dezember 2008, dass das Land in eine Rezession geraten wird, und senkte daher den Leitzins von 2,25 auf 1,5 %.
Nachdem die auch stark in Ontario investierten US-Autokonzerne von der Regierung unterstützt werden sollten, und die Einzelhändler über eine Umsatzrückgang von 1,6 % klagten, entschied sich die Regierung ebenfalls für eine Art Rettungsplan. Im Budget für 2009 sind 30 Milliarden Kanadische Dollar für die Bekämpfung der Rezession vorgesehen.
Die Zentralbank rechnet mit einem Rückgang der Wirtschaft um 1,2 % im Jahr 2009. Die Arbeitslosigkeit lag im August 2009 bei 8,7 % (September 2007 5,9 %).
Die Wirtschaft schrumpfte nach Angaben der kanadischen Zentralbank im 1. Quartal 2009 um 7,3 %. Das ist der stärkste Rückgang des BIP in einem Quartal seit Beginn der Statistik im Jahr 1961.

### Mexiko
Der Internationale Währungsfonds gewährt Mexiko im April 2009 eine Kreditlinie von 47 Mrd. US-Dollar, um das Land gegen die Krise abzusichern.

## Asien

### Volksrepublik China
Am 9. November 2008 gab die chinesische Regierung ein Konjunkturprogramm in Höhe von umgerechnet 460 Mrd. Euro bekannt, das mit der Finanzkrise begründet wurde.
Ein Jahr später, am 4. November 2009, hatte dieses Programm stärker gewirkt als erwartet, sodass die Weltbank ihre „Prognose“ für das Wachstum des chinesischen Bruttoinlandprodukts im laufenden Jahr um 1,2 % auf +8,4 % erhöhen musste.

### Japan
Die Bank von Japan senkte am 31. Oktober 2008 den Leitzins auf den historischen Tiefststand von 0,3 %. Japans Bruttoinlandsprodukt sank preisbereinigt im vierten Quartal 2008 um 12,7 % im Vergleich zum Vorjahresquartal. Im August 2009 stieg die Deflationsrate auf 2,4 % und lag damit höher als während der Verlorenen Dekade.

## Afrika
Die meisten afrikanischen Banken waren nicht unmittelbar in die Spekulationen verwickelt; daher hielten die Folgen der Krise sich dort zunächst im Rahmen. Doch nachlassende Investitionen aus den Industrieländern warfen die afrikanische Entwicklung bald zurück, obwohl sie in die Krise selbst nicht verwickelt waren. Im Mai 2009 sagten Prognosen schon einen durchschnittlichen Einbruch des afrikanischen Bruttoinlandsproduktes auf die Hälfte voraus.
Im Oktober 2009 gab sich der IWF allerdings schon optimistisch, dass die Folgen in Afrika so schwerwiegend nicht seien.